# Raysymmela huanuca
Raysymmela huanuca är en skalbaggsart som beskrevs av Saylor 1947. Raysymmela huanuca ingår i släktet Raysymmela och familjen Melolonthidae. Inga underarter finns listade i Catalogue of Life.